# Leonardo Bonucci
Leonardo Bonucci (pronunție în italiană [leoˈnardo boˈnuttʃi]; n. 1 mai 1987, Viterbo, Lazio, Italia) este un fotbalist italian retras din activitate, care a jucat pe post de fundaș lateral, fundaș central sau fundaș la echipe ca Juventus, Inter Milano și Treviso F.B.C. 1993⁠(d). Pe plan internațional, are prezențe la națională pentru Italia.

## Titluri
Inter Milano
- Serie A: 2005–06
- Campionato Nazionale Primavera: 2007
- Primavera Cup: 2006[5]

Juventus
- Serie A (6): 2011–12, 2012–13, 2013–14, 2014–15, 2015–16, 2016–17
- Coppa Italia (3): 2014–15, 2015–16, 2016–17
- Supercoppa Italiana (3): 2012, 2013,  2015
- Liga Campionilor UEFA (vice-campion): 2014–15, 2016–17

## Statistici
| Echipă             | Sezon        | Ligă         | Ligă    | Ligă   | Cupă    | Cupă   | Europa  | Europa | Altele  | Altele | Total   | Total  |
| Echipă             | Sezon        | Divizie      | Meciuri | Goluri | Meciuri | Goluri | Meciuri | Goluri | Meciuri | Goluri | Meciuri | Goluri |
| ------------------ | ------------ | ------------ | ------- | ------ | ------- | ------ | ------- | ------ | ------- | ------ | ------- | ------ |
| Internazionale     | 2005–06      | Serie A      | 1       | 0      | 0       | 0      | 0       | 0      | 0       | 0      | 1       | 0      |
| Internazionale     | 2006–07      | Serie A      | 0       | 0      | 3       | 0      | 0       | 0      | 0       | 0      | 3       | 0      |
| Internazionale     | Total        | Total        | 1       | 0      | 3       | 0      | 0       | 0      | 0       | 0      | 4       | 0      |
| Treviso (împrumut) | 2007–08      | Serie B      | 27      | 2      | 0       | 0      | –       | –      | –       | –      | 27      | 2      |
| Treviso (împrumut) | 2008–09      | Serie B      | 13      | 2      | 1       | 0      | –       | –      | –       | –      | 14      | 2      |
| Treviso (împrumut) | Total        | Total        | 40      | 4      | 1       | 0      | –       | –      | –       | –      | 41      | 4      |
| Pisa (împrumut)    | 2008–09      | Serie B      | 18      | 1      | 0       | 0      | –       | –      | –       | –      | 18      | 1      |
| Bari               | 2009–10      | Serie A      | 38      | 1      | 1       | 0      | –       | –      | –       | –      | 39      | 1      |
| Juventus           | 2010–11      | Serie A      | 34      | 0      | 2       | 0      | 8       | 1      | –       | –      | 44      | 1      |
| Juventus           | 2011–12      | Serie A      | 32      | 2      | 5       | 0      | –       | –      | –       | –      | 37      | 2      |
| Juventus           | 2012–13      | Serie A      | 33      | 0      | 4       | 0      | 10      | 1      | 1       | 0      | 48      | 1      |
| Juventus           | 2013–14      | Serie A      | 29      | 2      | 1       | 0      | 13      | 1      | 1       | 0      | 44      | 3      |
| Juventus           | 2014–15      | Serie A      | 34      | 3      | 4       | 1      | 13      | 0      | 1       | 0      | 52      | 4      |
| Juventus           | 2015–16      | Serie A      | 36      | 3      | 4       | 0      | 8       | 0      | 1       | 0      | 49      | 3      |
| Juventus           | 2016–17      | Serie A      | 29      | 3      | 5       | 1      | 11      | 1      | 0       | 0      | 45      | 5      |
| Juventus           | Total        | Total        | 227     | 13     | 25      | 2      | 63      | 4      | 4       | 0      | 319     | 19     |
| Milan              | 2017–18      | Serie A      | 8       | 0      | 0       | 0      | 5       | 0      | 0       | 0      | 13      | 0      |
| Career Total       | Career Total | Career Total | 332     | 19     | 30      | 2      | 68      | 4      | 4       | 0      | 434     | 25     |

1. 1 2  Toate meciuri în Europa League
2. 1 2 3 4  Toate meciuri în Liga Campionilor UEFA
3. 1 2 3 4 5  Appearance in Supercoppa Italiana
4. ↑  Six meciuri  UEFA Champions League, Seven meciuri și un gol în Europa League

## Legături externe
- Profil la Soccerway